# Sportivo Melgar
Sportivo Melgar fue un equipo de Barrios Altos, perteneciente a la liga de  Cercado de Lima, del Perú. El club logra ascender y participar en la Primera Profesional de 1937. Adicionalmente, participa varias temporadas en la  División Intermedia y la Liga Provincial de Fútbol de Lima

## Historia
El Sportivo Melgar nace el 14 de julio de 1925 en Barrios Altos, en Lima. Sportivo Melgar fue promovido desde la Tercera División Provincial a la Segunda División Provincial en 1926. Al siguiente año, desciende de la categoría.
Años después en 1932, Sportivo Melgar logró ser promovido a la División Intermedia. Para la División Intermedia 1934, el club logra el subcampeonato 
del torneo y así ascendie a la Primera B de 1935.
Luego en 1936 los equipos restantes de la Primera B pasaron a la Primera División Unificada de las Ligas Provinciales de Lima y Callao de 1936; donde obtuvo el subcampeonato y ascendió a la Primera División del Perú de 1937.
Finalmente el Club Sportivo Melgar en 1937 perdió la categoría y retornó a la Ligas Provincial de Lima 1938, donde no regresó de nuevo a la profesional.

## Asociación Deportiva de Barrios Altos
El Sportivo Melgar, fue uno de los fundadores de la Asociación Deportiva de Barrios Altos formado alrededor de 1921. Años después, la Asociación Deportiva de Barrios Altos integra en la Segunda División Provincial y Tercera División Provincial de Lima.

## Rivalidades
Durante la Primera B de 1935, su principal oponente en la lucha por el ascenso fue con el Sporting Tabaco quien fue luego campeón de la liga.
Entre sus principales rivales desde que se formó la Asociación Deportiva de Barrios Altos, tenemos: Teniente Arancibia, Teniente Ruiz, Juventud Huari, Unión América, el Unión Carbone y el Atlético Lusitania. 

## Palmarés

### Torneos nacionales
- Subcampeón de la División Intermedia (1): 1934.
- Subcampeón de la Primera División Unificada de Lima y Callao (1): 1936.

## Enlaces
- Primera División 1937
- Primera A y B 1935
- Division Provincial Unificada de Lima y Callao 1936 + Tetra-Pack Alianza Lima
- Equipos de Lima
- Sportivo Melgar y Municipal